# 横城汉墓群
横城汉墓是宁夏银川市兴庆区掌政镇横城村一处古墓群，位于明长城遗址西侧，据鉴定为西汉末年至东汉初年时所建。该墓群现存108座墓冢，其分布范围为1.8平方公里。1987年，墓群因灵武园艺场的扩建而发现，在当年及次年进行了两次挖掘，清理墓冢30余座。墓冢均为黄土夯筑，高在1-4米不等，为土丘状。出土了大量陶器，铜器以及锈铁残片，并发现了大量的莽钱。